# ملیسا بورهس
ملیسا بورهس(زادهٔ ۲۰ اکتبر ۱۹۸۶) یک داور زن فوتبال اهل کشور هندوراس است. وی دارای مدرک دانشگاهی در رشتهٔ دانش مالی از دانشگاه ملی هندوراس(Universidad Nacional Autónoma de Honduras) است. وی از سال ۲۰۱۱ به عنوان داور حرفه‌ای مشغول به کار است. بورس در رسانه‌های محلی بیشتر با نام ملیسا پاسترانا شناخته می‌شود. قد وی ۱۶۵ سانتیمتر است. از سال ۲۰۱۳ نام او در لیست داوران فیفا قرار گرفته است. در سال ۲۰۱۵ او به عنوان اولین زن از کشور هندوراس بود که در جام جهانی فوتبال زنان داوری می‌کرد. او در این رقابتها قضاوت بازی بین تیم ژاپن و اکوادور را بر عهده داشت.